# Cheie de determinare
Cheia de determinare permite utilizatorului ei să stabilească cu exactitate specia (în cazul nostru al unei plante) urmărind din aproape în aproape caracterele mofologice ale speciei respective. 
Pentru aceasta este necesar ca utilizatorul să aibă în fața sa:
- planta în totalitate (cu rădăcină, tulpină, frunze, flori, fructe și semințe). Aceasta poate fi: 
  - în mediul ei natural (adică în locul în care trăiește)
  - proaspăt recoltată;
  - pe o coală de herbar;
  - desenată amănunțit;
  - o fotografie, sau imagini pe un calculator, care să prezinte clar cele arătate anterior.

Evident cel mai recomandat este cercetarea plantei în mediul ei natural, unde toate elementele sale morfologice sunt intacte și neafectate de conservare sau deformate de fotografiere.